# سایوز تی‌ام‌ای-۱۰ام
سایوز-تی‌ام‌ای-۱۰ام (به روسی: Союз )(به معنای اتحاد) یک مأموریت سرنشین دار سازمان ملی فضانوردی روسیه به سمت ایستگاه فضایی بین‌المللی محسوب می‌شود.

همچنین فضاپیمای این مأموریت وظیفه ارسال و بازگرداندن تعدادی از فضانوردان گروه اعزامی ۳۷ و گروه اعزامی ۳۸ را نیز بر عهده داشت.

## خدمه مأموریت
| نام               | ملیت                | تعداد پرواز | نقش عملیاتی | تصویر |
| اولگ کوتوف        | روسیه               | ۳           | فرمانده     |       |
| سرگی ریازانسکی    | روسیه               | ۱           | مهندس پرواز |       |
| مایکل اس. هوپکینز | ایالات متحده آمریکا | ۱           | مهندس پرواز |       |

## نگارخانه

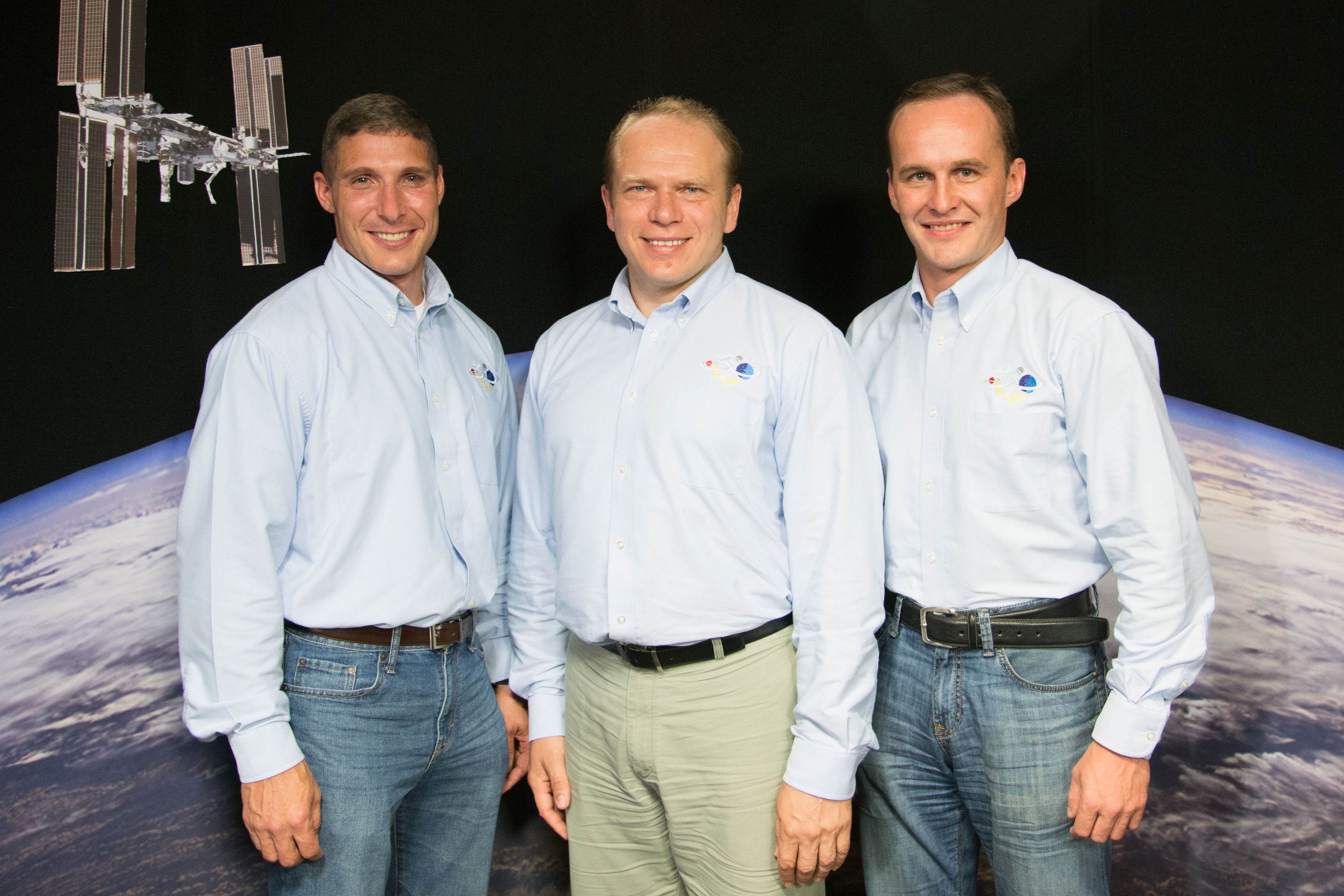
فضانوردان اصلی تی‌ام‌ای-۱۰ام
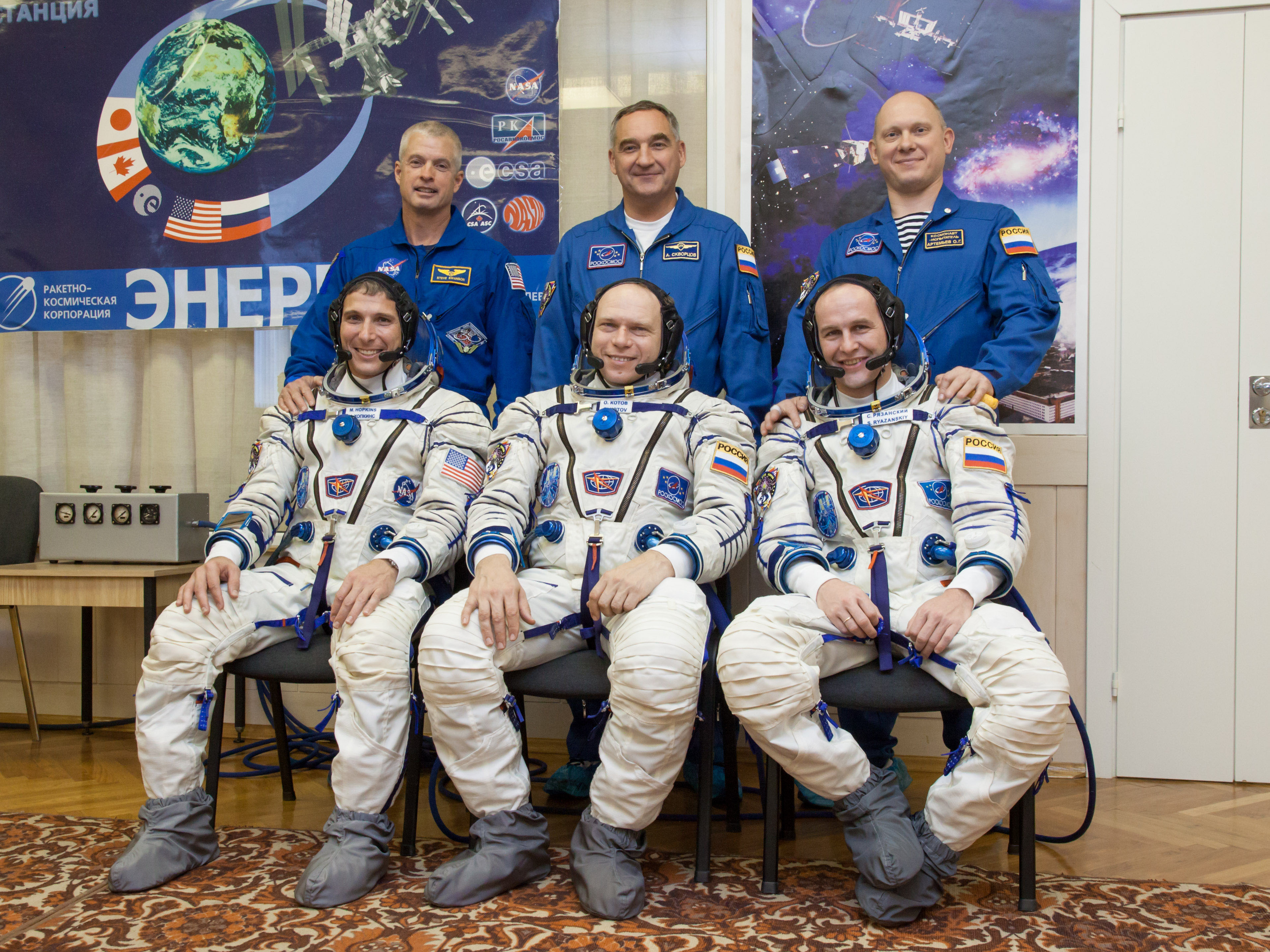
فضانوردان اصلی و پشتیبان تی‌ام‌ای-۱۰ام
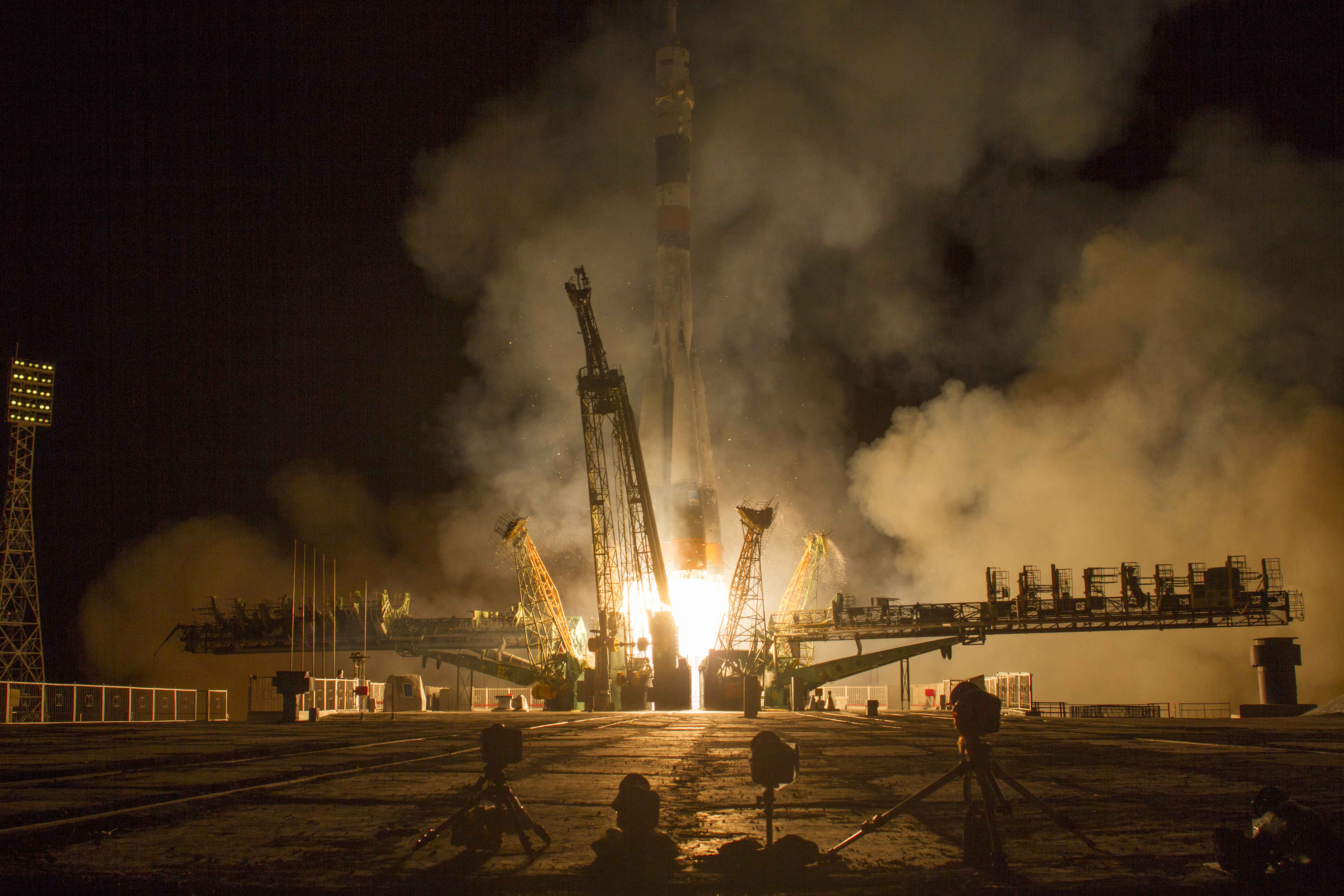
پرتاب تی‌ام‌ای-۱۰ام
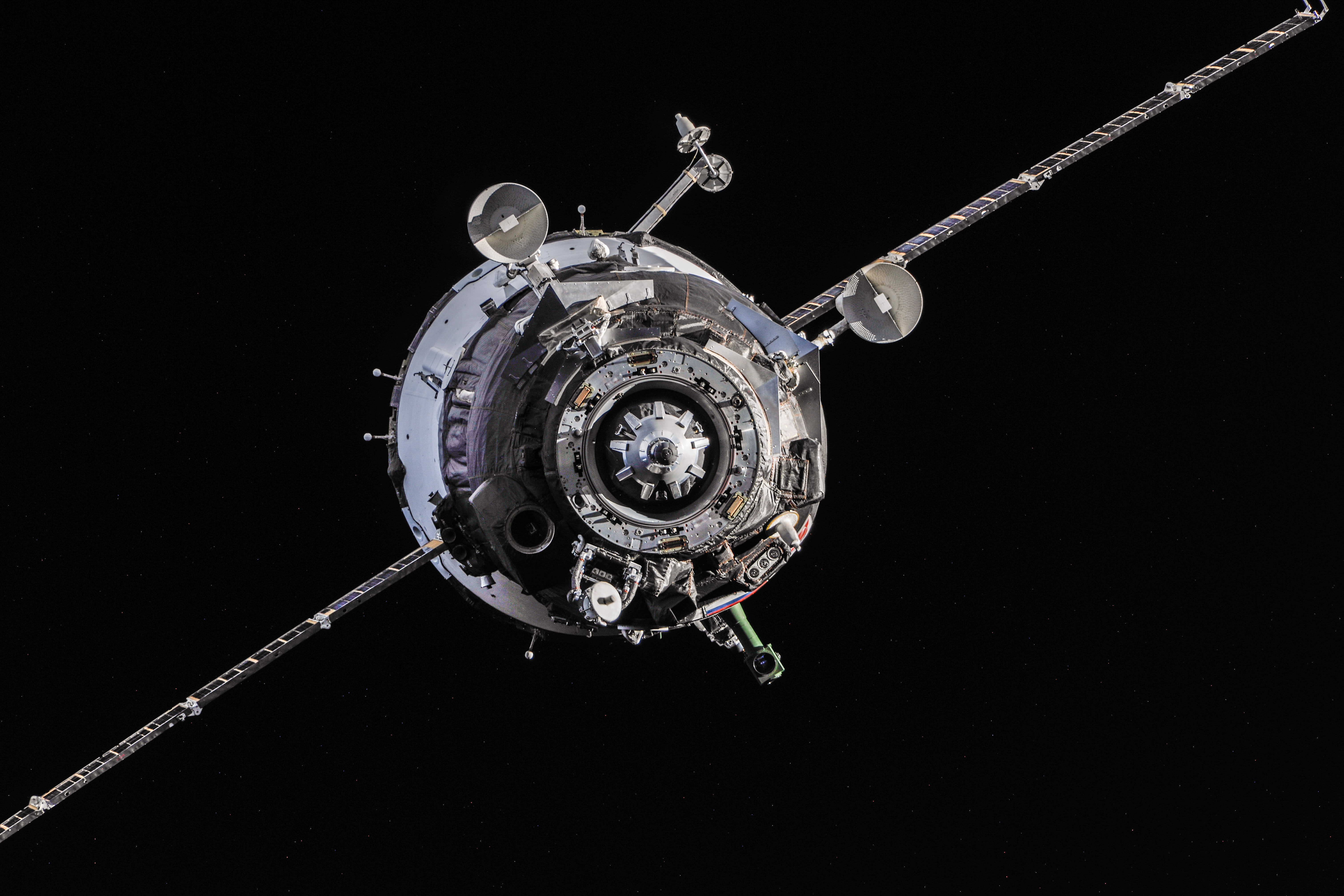
تی‌ام‌ای-۱۰ام در تلاش برای اتصال به ایستگاه
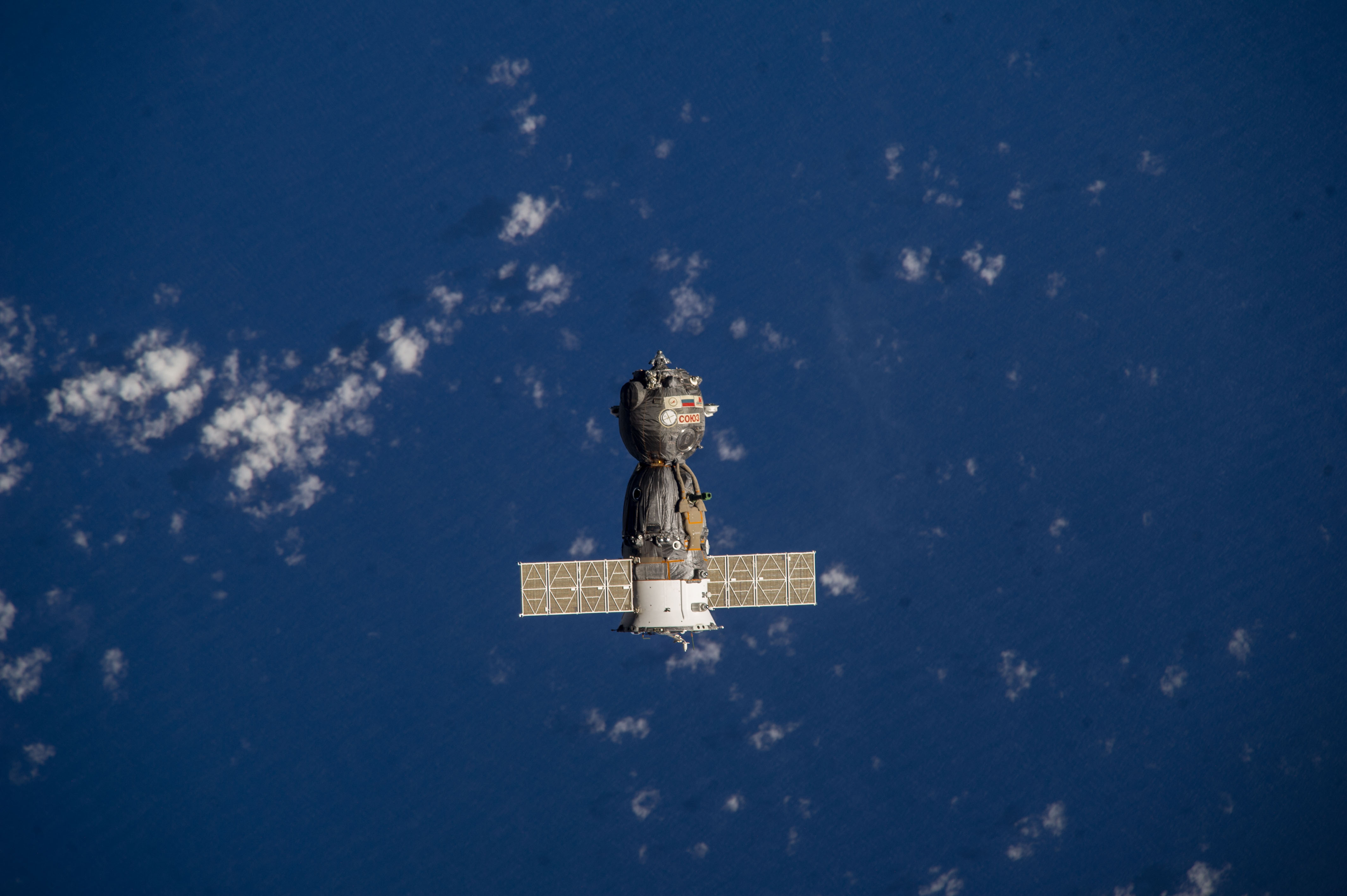
تی‌ام‌ای-۱۰ام در راه بازگشت به زمین
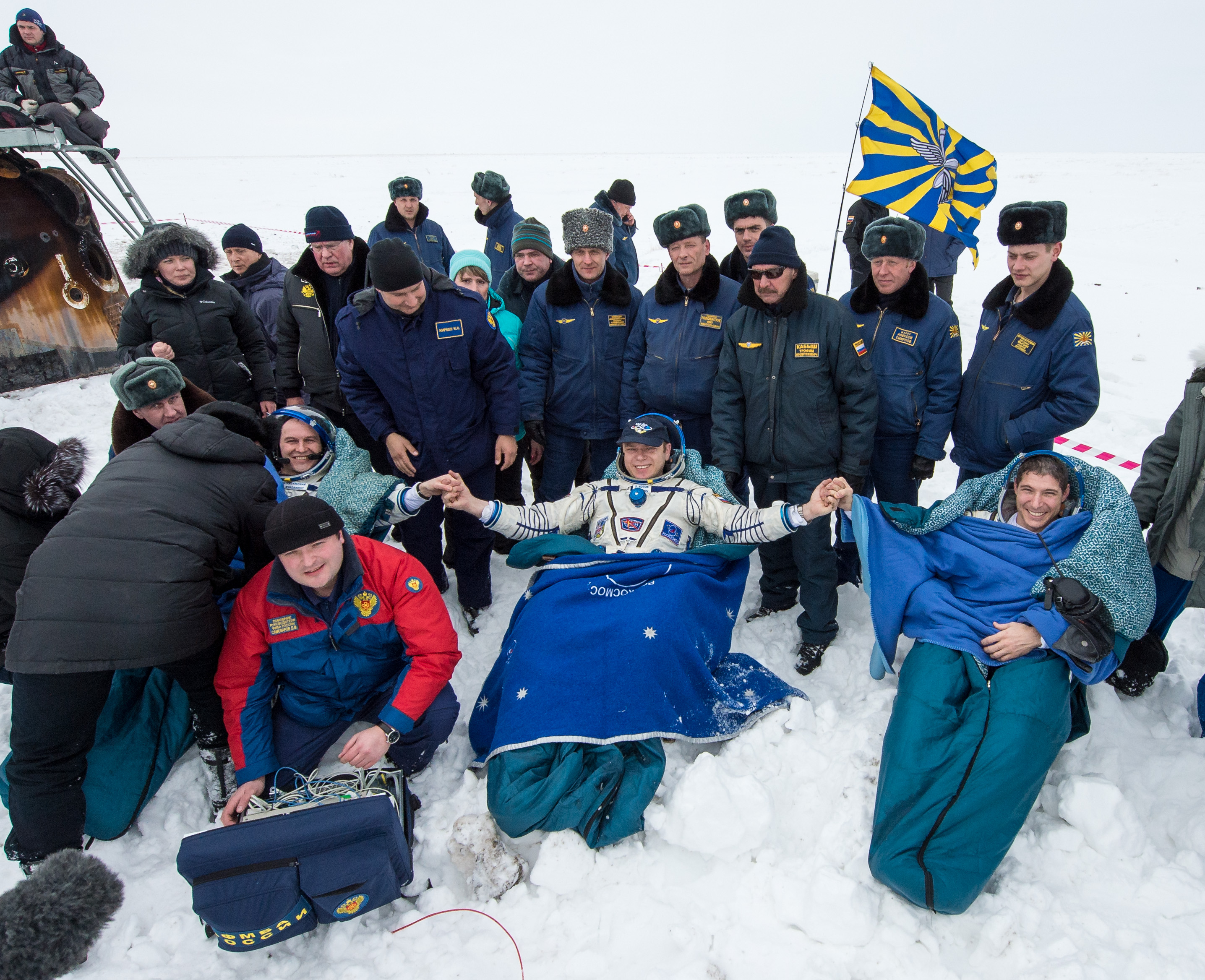
فضانوردان تی‌ام‌ای-۱۰ام پس از فرود